# Feltrino Boiardo (XIV secolo)

Stemma dei Boiardo

Feltrino Boiardo (... – 1385 circa) è stato un nobile italiano.

## Biografia
Era figlio di Matteo di Bonifazio e di Bartolomea Da Correggio, figlia di Gherardino, sposata nel 1326.
Venne ricompreso nelle trattative che suo cugino Selvatico intavolò nel 1362 col legato pontificio cardinale Egidio Albornoz, con le quali riconosceva ad esso, a Selvatico e al fratello Bartolomeo la sovranità su tutti i luoghi già in possesso dei Boiardo. Selvatico scacciò dal castello di Rubiera i soldati di Bernabò Visconti e vi introdusse quelle della lega guelfa.

## Discendenza
Sposò una donna della dinastia Manfredi ed ebbero tre figli:
- Matteo (?-1401), sposò Bernardina Lambertini
- Guido (?-1423)
- Nicolò (?-1414), vescovo di Modena dal 1401 al 1414.